# 高松栗林中継局

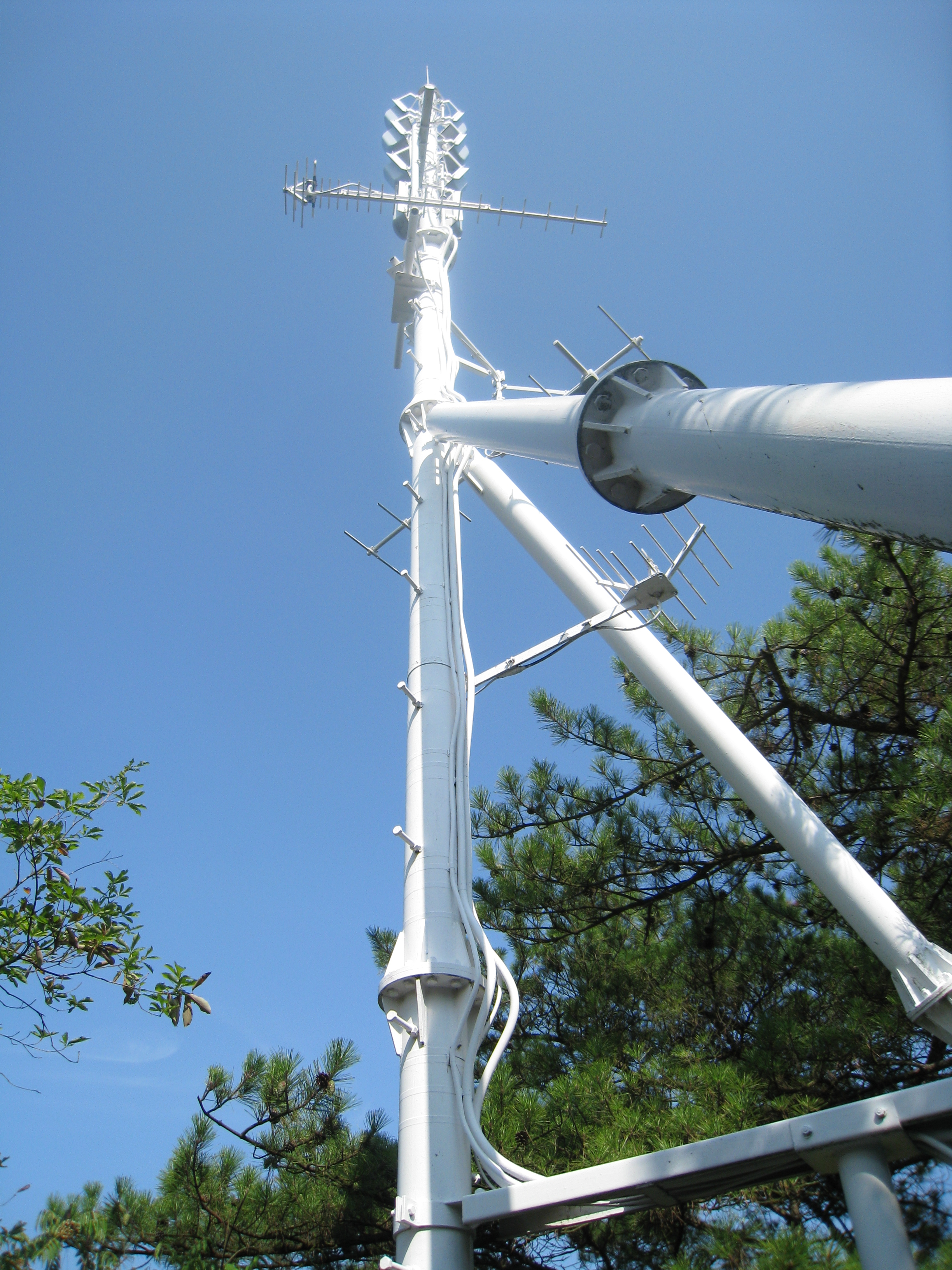
送信塔

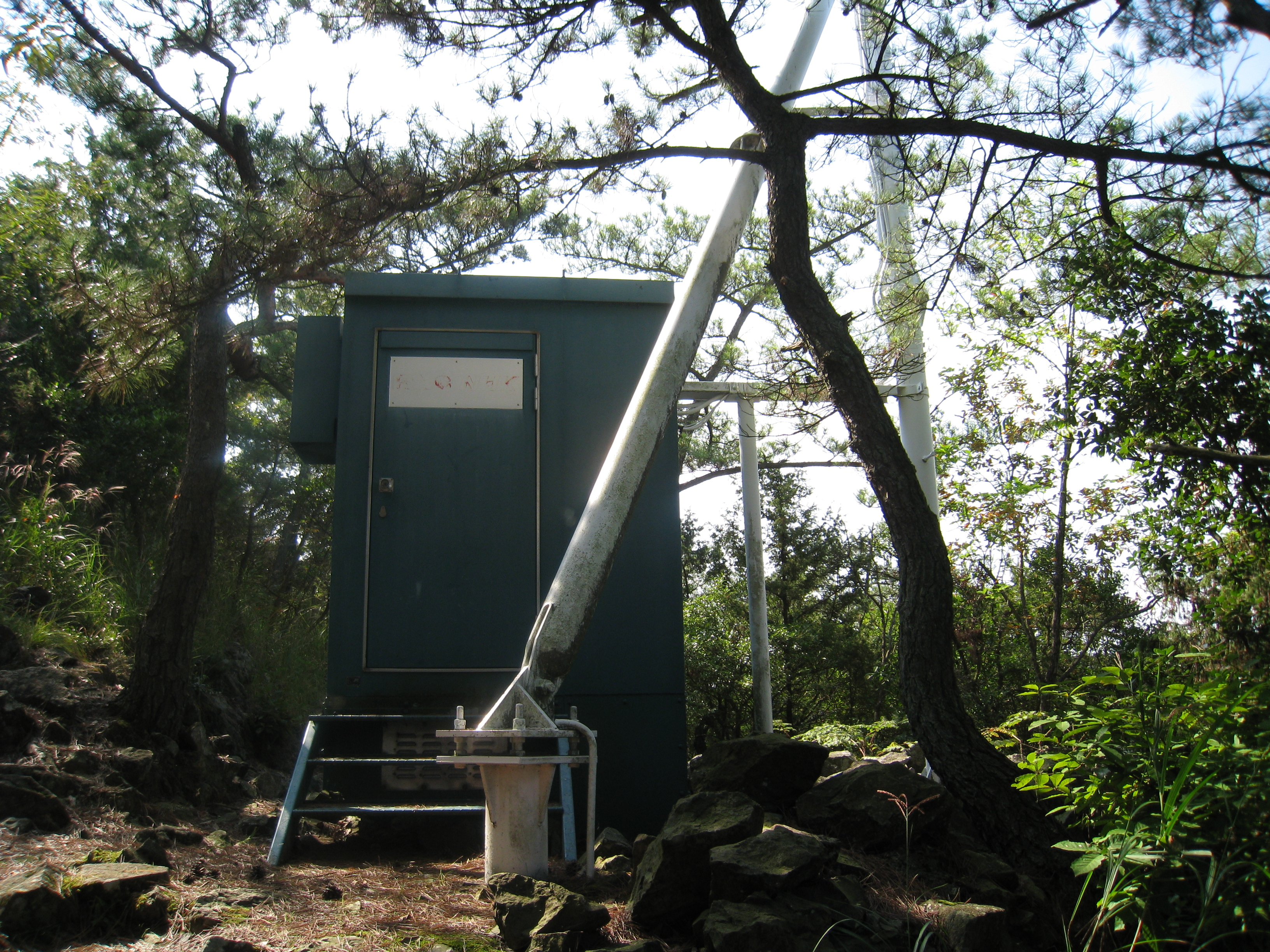
局舎

高松栗林中継局（たかまつりつりんちゅうけいきょく）は、香川県高松市稲荷山に置かれていたアナログテレビジョン放送の小規模中継局である。置局しているのはRNC西日本放送及びNHK高松放送局の2社で、西日本放送における正式名称は栗林北中継局（りつりんきたちゅうけいきょく）である。アナログ放送専用の中継局であるため2011年7月24日のアナログ放送停波に伴って廃止された。

## 放送区域
この中継局の電波法に定める放送区域（3mV/m）は、香川県高松市のうち塩上町、田町、東田町、藤塚町、藤塚町一丁目、藤塚町二丁目、旅籠町、中新町、中央町、中野町、亀岡町、番町五丁目、紫雲町、宮脇町一丁目、西宝町二丁目、昭和町一丁目及び昭和町二丁目の全域並びに常磐町二丁目、観光通一丁目、藤塚町三丁目、栗林町二丁目、天神前、番町四丁目、宮脇町二丁目、西宝町一丁目及び幸町のほぼ全域並びに常磐町一丁目、栗林町一丁目、桜町一丁目、番町三丁目、西宝町三丁目、扇町二丁目、扇町三丁目、南新町、亀井町及び峰山町の各一部、およそ1万500世帯である。高松市中心部西側の大部分を放送区域としているため、局所規模の割りに区域内世帯数は多い。
なお、この局は西日本放送とNHKの電波しか出していないため、他の民放については金甲山送信所からの電波を受信する。また、地上デジタル放送においては全局が金甲山もしくは前田山送信所を受信する。

## 歴史
- 1971年（昭和46年）12月21日 - RNC西日本放送栗林北中継局開局。
- 2004年（平成16年）9月15日 - アナアナ変換対策開始に伴い新アナログチャンネル放送開始。
- 2005年（平成17年）1月6日 - アナアナ変換に関わる旧アナログチャンネル停波。
- 2011年（平成23年）7月24日 - アナログ放送停波を以って廃局。

### 開局まで
この地域全体の電波の変遷は岡山県・香川県の放送を参照
この地域のうち宮脇町地区は海側である北方向以外を山に囲まれているため、海を隔てて障害物の無い岡山県金甲山送信所の電波を受信する世帯が多くあった。ただ1970年頃、まだ岡山県金甲山は放送対象地域の外であり、地元局であるRNC西日本放送の送信所は五色台青峰送信所に存在していたため、高松市周辺で西日本放送を視聴するためには五色台にアンテナを向ける必要があった。しかし宮脇町や栗林地区から五色台までは峰山と呼ばれる石清尾山塊（石清尾山、稲荷山など）が障害となって良好な受信が困難な環境にあった。それに対しNHKの場合、東・西・南を石清尾山塊に囲まれている宮脇町地区では北の海側にアンテナを向けることで金甲山送信所からNHK岡山放送局が良好に受信できたが、地元局であるNHK高松放送局を受信するには稲荷山が障害となり前田山を良好には受信できなかった。そこでそれらを解消する目的で1971年12月21日、石清尾山とは反対側の稲荷山にこの中継局が開局した。なおRNCは同時に栗林南中継局も開局している。
その後香川・岡山の放送対象地域は統合され両県のテレビ局とも親局場所を統一することになった。これにより1986年9月17日にRNC五色台青峰送信所は岡山県玉野市の金甲山送信所へ移転したため、この地域から送信所までの障害物は無くなり良好な電波を受信できるようになった。RNCをはじめとする民放は香川・岡山とも同じ放送対象地域としているため金甲山を受信すれば西日本放送を含めた全局受信でき、この中継局のうちRNCの存在意義は無くなったが、NHKの場合は金甲山を受信するとどうしても地元局にはならないため、アナログ放送終了までサテライト局として金甲山受信世帯にNHK高松を視聴させていた。
ところがデジタル放送ではこのような地域向けに金甲山送信所内に北讃岐中継局が新たに設置され、この地域からの受信はその金甲山もしくは距離の近い前田山の受信に一本化されるため、この中継局にデジタル局は置局はされず2011年7月24日を以って廃止される。

### アナアナ変換
この中継局もデジタル放送開始にあわせて全国的に行われた現行アナログチャンネルの移行、いわゆる「アナアナ変換」の対象となった。2006年7月1日より対策を開始、翌月8月9日には旧チャンネルを停波し新チャンネルに移行した。対象となったアナログチャンネルはNHK教育（45ch→49ch）の1波。対策世帯は香川県高松市の一部、約110世帯である。
停波した旧アナログチャンネル45chは対岸岡山県の「金甲山送信所（岡山局）」でNHK岡山教育のデジタルチャンネルとして使用されている。

## 施設
- 所在地：香川県高松市宮脇町二丁目

中継局は標高166mの稲荷山の北尾根150m地点に位置している。稲荷山は高松市中心部に突き出したような形になっており、周りを市街地に囲まれている。登山ルートは標高50m付近までは栗林トンネルへ至る百舌坂が通っているが、それより上へ行く道路は一切ないため、中継局に行くには何人もそこから登山道を徒歩で登らなければならない。
また稲荷山は東半分が栗林公園の借景になっているため、その景観を損ねないよう中継局は栗林公園からは見えない位置に存在している。
この中継局自体小規模なので施設周辺に囲いやバリケードなどは一切なく、登山道からも送信柱真下まで容易に近寄ることが出来る。局舎は全体が緑色に塗られた非常に小さな小屋であり、ドアには赤字でRNC NHKと書かれた表札が掲げられている。そこから共用の送信柱「9.5P-6DT型円管鉄柱」が立っており、送信アンテナはNHKのみ2チャンネル共用の各2L双ループアンテナ2段2面である。

## 地上アナログテレビジョン放送送信設備
| チャンネル                                                           | 放送局名                    | 空中線電力        | ERP               | 放送対象地域   | 放送区域内世帯数 |
| -------------------------------------------------------------------- | --------------------------- | ----------------- | ----------------- | -------------- | ---------------- |
| 47                                                                   | NHK高松総合テレビ高松栗林局 | 映像10W/ 音声2.5W | 映像46W/音声11.5W | 香川県         | 約1万500世帯     |
| 49+                                                                  | NHK高松教育テレビ高松栗林局 | 映像10W/ 音声2.5W | 映像46W/音声11.5W | 香川県         | 約1万500世帯     |
| 59-                                                                  | RNC西日本放送栗林北局       | 映像10W/ 音声2.5W | 映像53W/音声13W   | 香川県・岡山県 | 約1万500世帯     |
| ※全局に指向性あり ※49chはオフセット+10kHz局※59chはオフセット-10kHz局 |                             |                   |                   |                |                  |